# Abtei Sainte-Croix (Bouzonville)

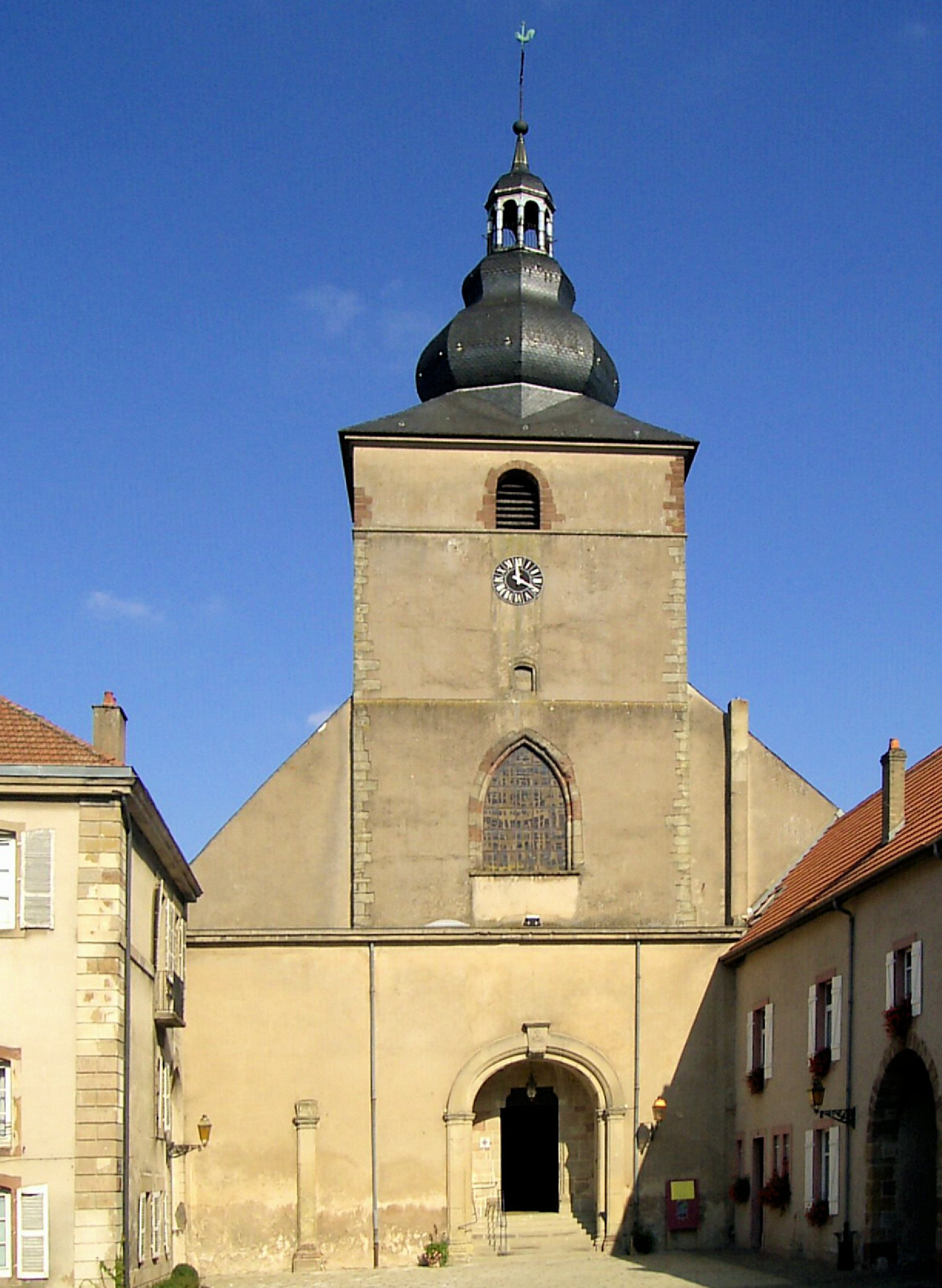
Abteikirche Sainte-Croix

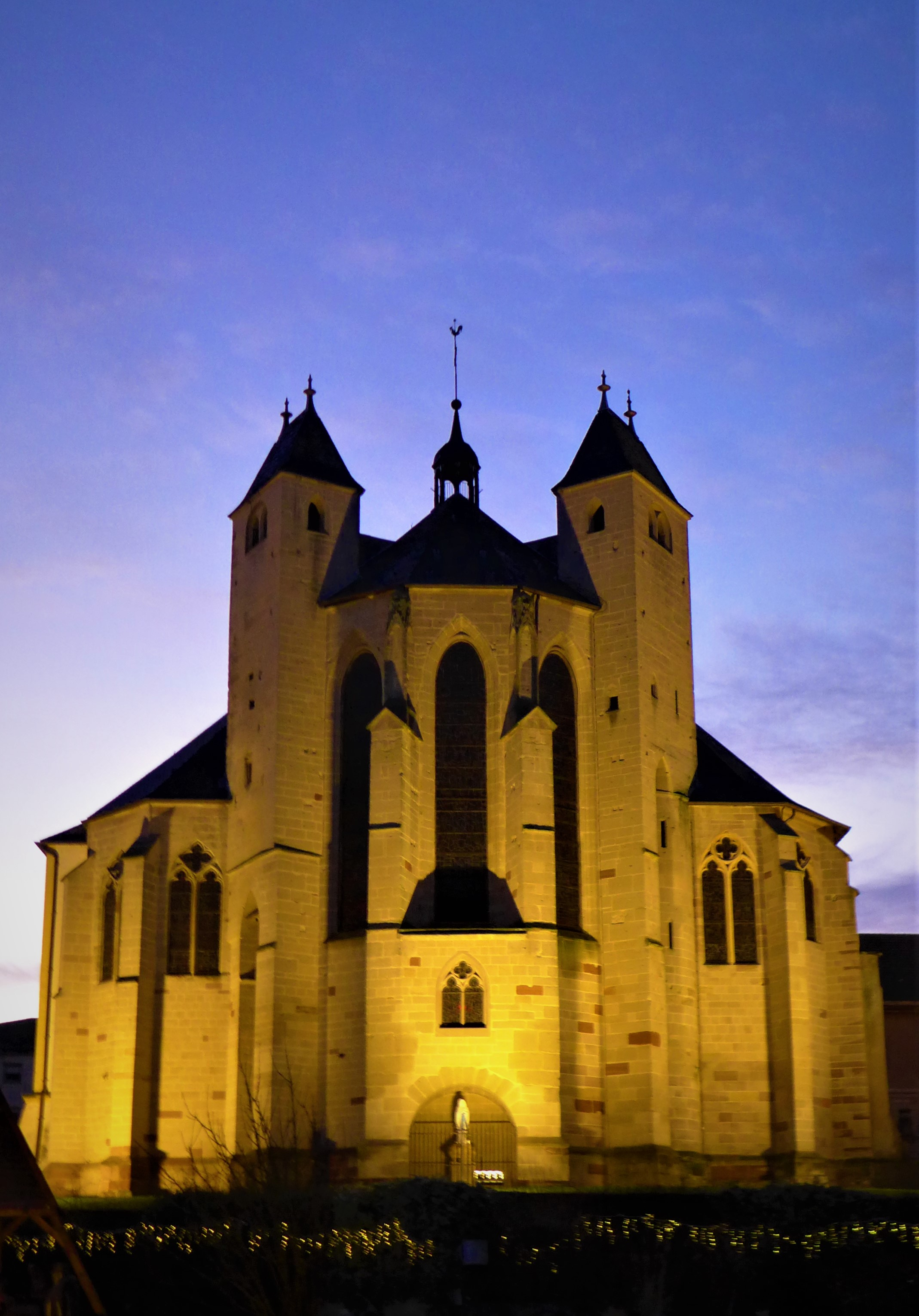
Apsis mit Chorflankentürmen

Die Abtei Sainte-Croix in Bouzonville in Lothringen ist eine ehemalige Benediktinerabtei, die im 11. Jahrhundert gegründet wurde. Die Abtei bestand bis zur Französischen Revolution. Seit 1980 steht der Komplex als Monument historique unter Denkmalschutz.

## Geschichte
In den Jahren 1029/30 entschieden sich Adalbert II., Graf von Metz, und seine Ehefrau Judith, in Bouzonville ein Kloster zu gründen. Während Adalbert zu einer Pilgerfahrt in das Heilige Land aufbrach, begannen die Bauarbeiten an der Abteikirche. Bei seiner Rückkehr 1033 war der Sakralbau fertiggestellt und Adalbert brachte einen Splitter des Kreuzes Christi als Reliquie mit. Am 31. Januar 1034 wurde die Kirche von Bischof Dietrich II. von Metz geweiht. 1037/1038 ließen sich in dem neuen Kloster Benediktinermönche aus der Reichsabtei Stablo-Malmedy nieder. Am 10. Oktober 1049 besuchte Papst Leo IX. das Kloster auf der Durchreise von Metz nach Trier. Gérard, Sohn von Adalbert II. und Judith, war inzwischen neuer Graf von Metz und ein Großcousin des Papstes.

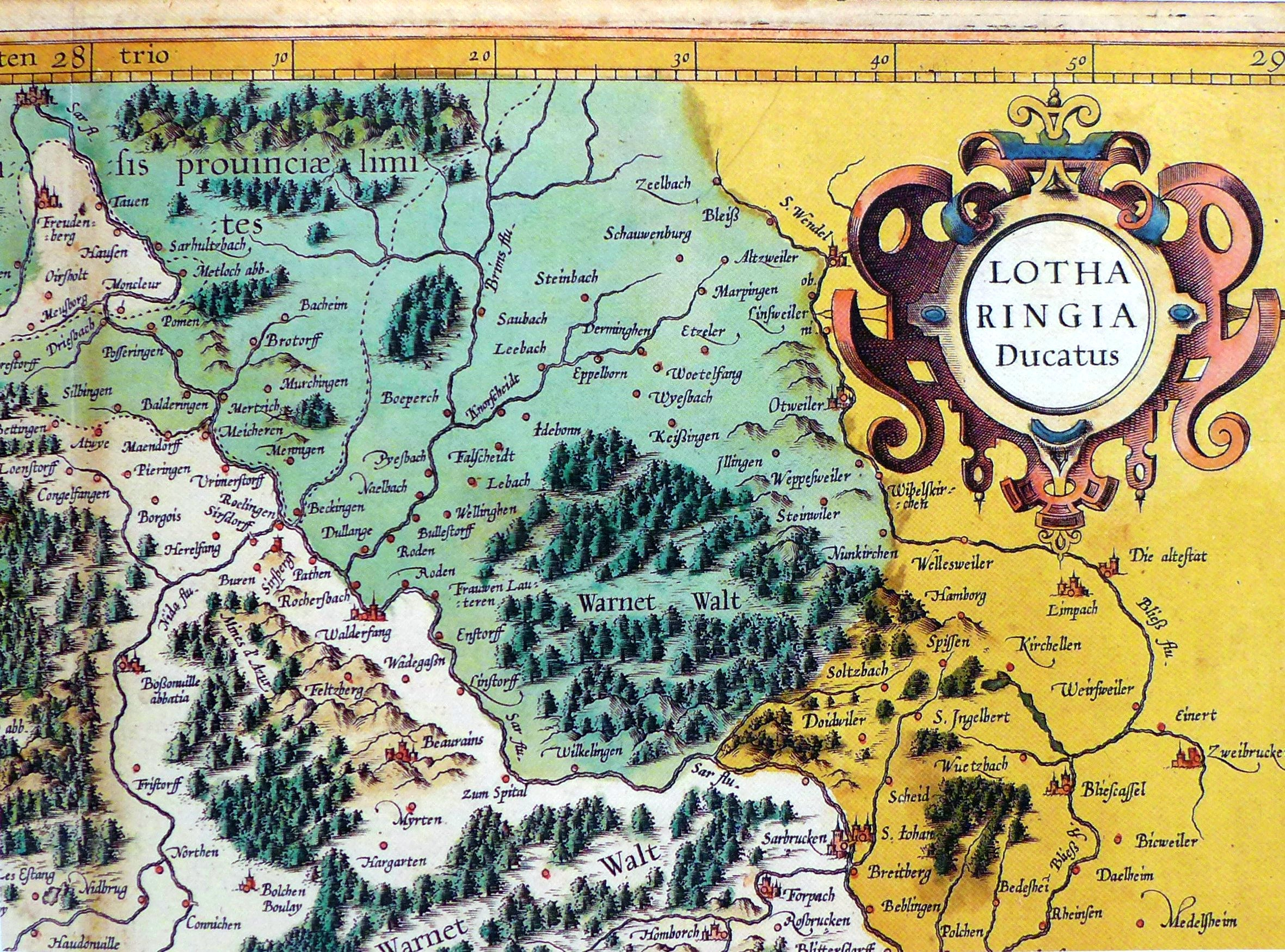
Stilisierte Darstellung der Abtei Hl. Kreuz in Bouzonville auf einem Ausschnitt aus der Lothringen-Karte (nördlicher Teil) von Gerhard Mercator, 1564–1585, Landesarchiv Saarbrücken, Sammlung Hellwig

1340 wurde die romanische Kirche bei Kämpfen zwischen Herzog Rudolf von Lothringen und dem Herzog von Bar durch einen Brand zerstört. Mit dem Wiederaufbau wurde direkt nach Kriegsende begonnen: Auf Bitten Rudolfs gewährte Clemens VI. einen Ablassbrief, mit dem die notwendigen Mittel für den Wiederaufbau des Klosters gesammelt werden sollten. Der Chor wurde 1345 unter Abt Gutzon de Wiskirch vollendet. Auf dem Schlussstein im Chorgewölbe erinnert daran eine Inschrift:  + CONSTR : PER :GUTZONEM : ABB DE : WISKIRCH : M : CCC - XLV. Auf dem Schlussstein abgebildet ist Christus am Kreuz, daneben ein Mönch und der Abt. Das Kirchenschiff wurde noch vor dem Ende des 14. Jahrhunderts unter Gérard d’Esch (Amtszeit 1385–1413) ebenfalls wiederhergestellt, das erste Joch im südlichen Seitenschiff trägt sein Wappen. Im 15. Jahrhundert wurde die Kirche von dem Abt Arnould Wisse de Gerbéviller erweitert und weitere Gewölbejoche im Mittelschiff wieder errichtet. Das zweite Joch im Mittelschiff trägt im Schlussstein das Wappen des Abts.
Ein Brand zerstörte 1684 Kloster und Kirche. Die Dächer brannten ab und auch die Glockentürme fielen dem Feuer zum Opfer. Bis 1691 wurde die Kirche erneut aufgebaut und die ersten beiden Joche des nördlichen Seitenschiffs renoviert. Im ersten Schlussstein findet sich die Jahreszahl, im zweiten ein umgekehrtes Wappen mit Jahreszahl und dem Wort PAX. Das Kloster wurde stark erweitert und mehr als doppelt so groß wieder hergerichtet. Im Süden entstanden 1698 einige Nebengebäude, wovon eines direkt an die Giebelseite der Kirche anschließt und eine große Tordurchfahrt mit Gewölbebogen besitzt. In dem Gebäude befindet sich bis heute die Sakristei der Kirche.
Die Arbeiten zum Wiederaufbau dauerten allerdings bis weit in das 18. Jahrhundert und mussten aufgrund finanzieller Engpässe immer wieder gestoppt werden. Der Geograph Bergeron und der Architekt Ménager bedauerten in einem Bericht vom 15. Juni 1715 den besorgniserregenden Zustand der Kirche: Das Portal der Kirche müsse abgestützt werden und drohe einzustürzen, die Stufen der Treppe seien zerbrochen. Die kleinen Türme am Chor und die Außenfassade an der Nordseite müssten an mehreren Stellen ausgebessert werden. Auch im Inneren sei die Kirche in beunruhigendem Zustand. Die Bögen müssten erneuert werden, genauso wie einige Säulen und der Boden. Auch die Gewölbedecken müssten ausgebessert werden, da Risse zu sehen seien. Die Arbeiten dauerten bis zur Mitte des Jahrhunderts. 1777 bekam die Kirche wieder einen Turm über dem Portal mit einer Barockhaube.

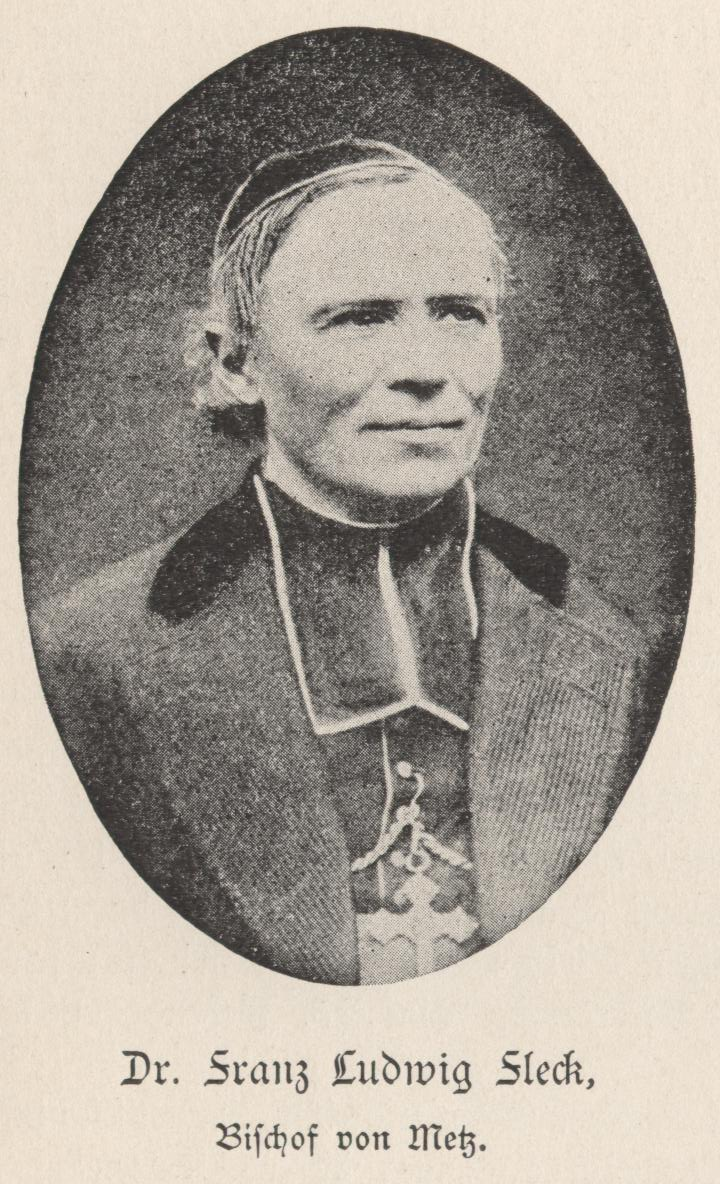
Bischof Franz Ludwig Fleck

Am 21. März 1791 zerstörte ein verheerender Sturm die Dächer des Klosters. Am 1. Oktober desselben Jahres wurde das Kloster aufgegeben. Zu dieser Zeit lebten elf Mönche im Kloster. in der Folge war das Kloster kurzfristig Schule, dann Bürgerhaus und Versammlungsort der Jakobiner, dann quartierte sich das Militär ein. Im Zuge der Säkularisation in der Zeit nach der Französischen Revolution wurde das Kloster 1793 zu einem Tempel der Vernunft, 1794 zu einem Heuspeicher. Ein Bericht von 1798 schildert den verwahrlosten Zustand der Gebäude. Die Reliquie des Klosters, ein Splitter des Kreuzes Christi, war vernichtet worden, das Mobiliar zerstört, die Fenster zerbrochen und das Dach marode. In den folgenden Jahren wurden Fenster und Dächer des Klosters durch die Kommune provisorisch instand gesetzt. 1803 wurde das zerstörte Kreuz auf dem Glockenturm erneuert. Die Kirche wurde in dieser Zeit von einer provisorischen Pfarrstelle für Gottesdienste genutzt. Die Gebäude nutze die Stadt für ihre Zwecke, bis der Conseil d’État am 27. Dezember 1804 die Nutzung kirchlichen Eigentums durch den Staat untersagte. Schon 1802 ließ sich im Zuge der Reorganisation der Kirchen in Frankreich ein Erzpriester in Bouzonville nieder. Bouzonville erhielt eine eigenständige Pfarrei.
Ein Bericht von 1855 beschreibt die Klosterkirche als „scheußliche Kloake“, wo Schweine unter den Arkaden ihre Ställe hatten. Der spätere Metzer Bischof Franz Ludwig Fleck, der zwischen 1863 und 1867 Pfarrer in Bouzonville war, bemühte sich während seiner Amtszeit, die Kirche zu renovieren und ihr zu altem Glanz zu verhelfen. Auch die Klostergebäude wurden instand gesetzt. Im Jahr 1893 zogen drei Ordensschwestern der Genossenschaft der Töchter der christlichen Liebe vom Hl. Vinzenz von Paul ein. Am 20. April 1898 eröffneten sie ein Altershospiz.
Auch der Zweite Weltkrieg hinterließ Spuren an der Kirche. Im Juni 1940 geriet die Kirche unter Beschuss. Die Turmspitze wurde von einer Granate getroffen und das Dach zerstört. Die nahe Brücke über die Nied wurde gesprengt und bei der Explosion die Fenster der Kirche zerstört. Bald nach dem Kriegsende begannen die Sanierungsarbeiten. Am 25. März 1980 wurde die Kirche zum Monument historique erklärt. Die baufällig gewordene Apsis wurde in den Jahren 2006 bis 2009 durch Spenden renoviert.
Die Klostergebäude sind heute Altersheim, die Kirche dient der katholischen Gemeinde von Bouzonville als Pfarrkirche.

## Architektur

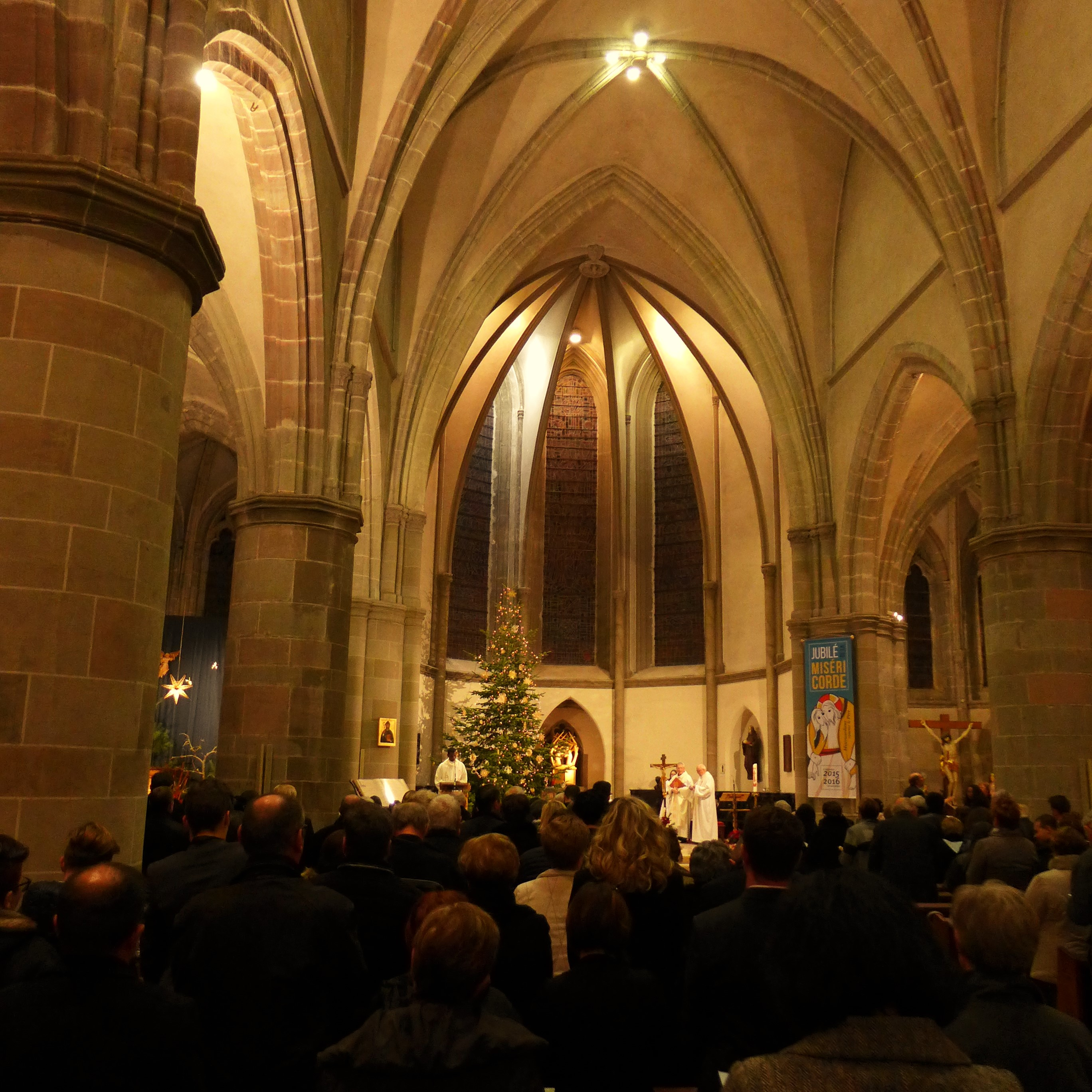
Kircheninneres mit Blick zur Apsis

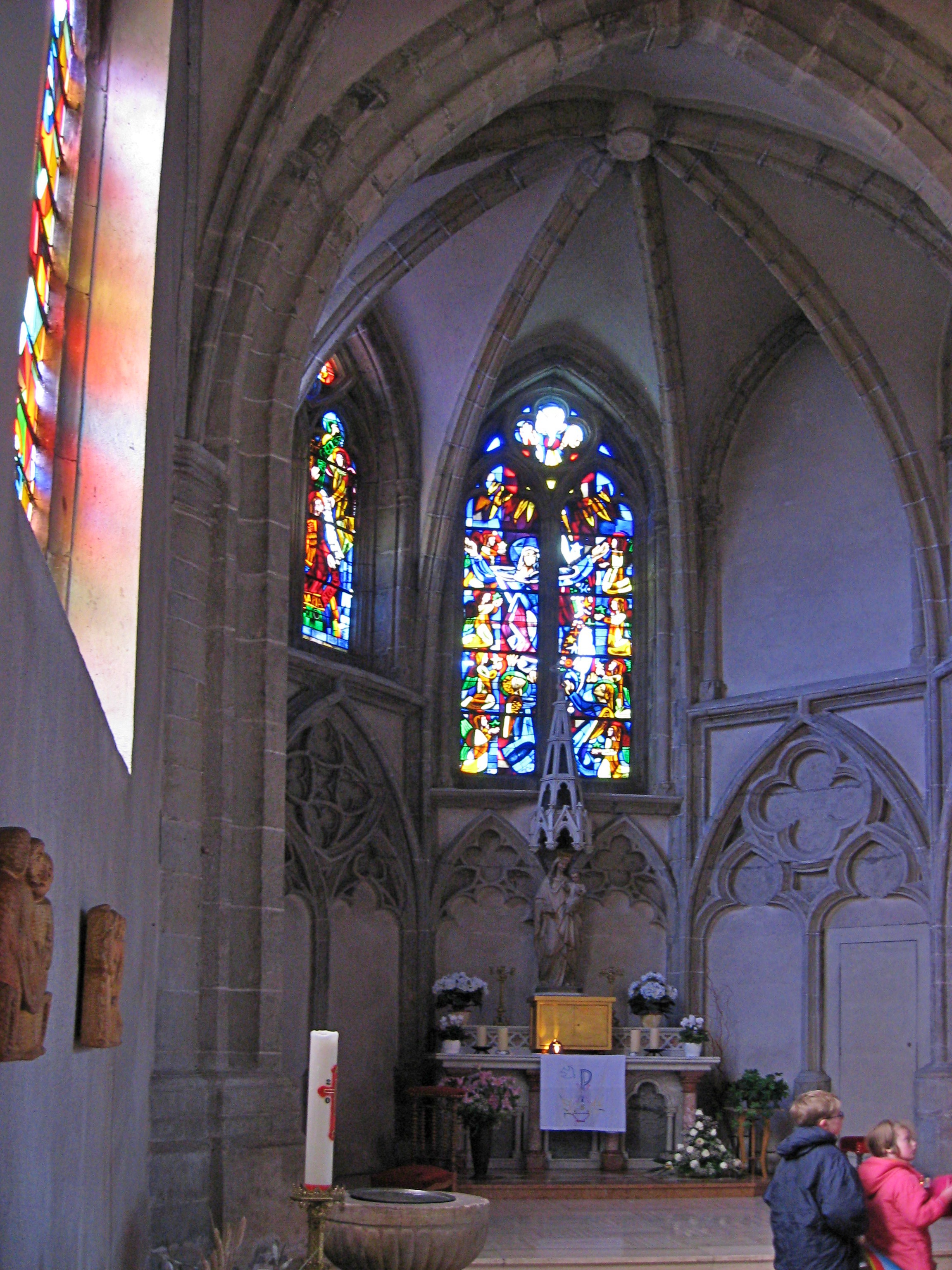
Blick in das linke Seitenschiff mit Nebenapsis

Das ehemalige Kloster liegt am Rande der Altstadt von Bouzonville und der Niedaue. Die barocken Klostergebäude umschließen den nahezu rechteckigen Innenhof, an dessen östlichem Ende etwas zurückgesetzt die Klosterkirche steht. Man betritt den Hof über eine rundbogige Toreinfahrt mit keilförmigem Schlussstein, in dem die Jahreszahl 1698 steht. Die Klostergebäude sind zwei- und dreigeschossig und schlicht gehalten. Nur das Presbyterium im Westen ist aufwendiger gestaltet worden. Der giebelständige, dreigeschossige Sandsteinbau wurde auf rechteckigem Grundriss über einem Sockel errichtet. Die fünf Achsen der Schaufassade sind mit flachen Segmentbögen ausgeführt. Lisenen und Sohlbankgesimse gliedern den Bau. Die mittlere Achse wird von einem Risaliten hervorgehoben. Im Erdgeschoss sitzt hier ein Rundbogenportal mit Rustika. Im Giebelbereich befindet sich eine neubarocke Figurennische mit Heiligenfigur. Darüber sitzt auf dem Giebel ein Kreuz. Der eigentliche Eingang zum Klosterbereich sitzt an der Nordseite der Kirche und führt über eine Glastür zum Kreuzgang. Dieser ist durch hohe Rundbögen vom Außenbereich abgetrennt. Im Erdgeschoss zieren Bänderrustika den Bau. Pilaster trennen die Rundbögen optisch. Das Obergeschoss wird von einem auskragenden Gesims von den Bögen getrennt und ist verputzt.
Die Klostergebäude verdecken teilweise das Giebelportal der Kirche. Auffällig ist der mächtige Glockenturm mit quadratischem Grundriss, der als Giebelreiter auf der Ostfassade aufsitzt. Man betritt den gedrungen, trutzig wirkenden Bau über eine offene gewölbte Vorhalle im Portal. Das Portal wird von einem Rundbogen überspannt, der von Pilastern getragen wird. Im keilförmig betonten Schlussstein des Portals prangt das Wappen von Bouzonville. Darüber sitzt über einem weit auskragenden Gurtgesims ein spitzbogiges Buntglasfenster. Gedeckt ist der Turm mit einer neubarocken Haube mit offener Laterne. Auf der nördlichen und südlichen Seite des Chores sitzen außen zwei rechteckige Türme mit Walmdach, die Teil eines Treppenhauses sind, das zum Dachgeschoss führt.
Die Pseudobasilika aus hellem Sandstein gilt als ein typisches Beispiel lothringischer Spitzbogenarchitektur. Das Mittelschiff besitzt eine Höhe von 17 m, das Seitenschiff ist 10 m hoch. Seiten- und Mittelschiffe besitzen jeweils vier Joche mit Kreuzrippengewölben, die auf mächtigen schmucklosen Rundpfeilern ruhen und mit aufwendig verzierten Schlusssteinen versehen wurden. Spitzbögen trennen Mittel- und Seitenschiffe. Nur die Säulen des Triumphbogens besitzen aufwendiger gestaltete Blattkapitelle mit figürlichen Darstellungen.
An das dreiachsige Langhaus schließt sich ein eingezogener Chor mit fünfseitigem Abschluss an. Die in Relation zum Raum großdimensionierten Fenster der Seitenschiffe sind mit zweibahnigem Maßwerk verziert, die spitzbogigen, maßwerklosen Fenster des Chores besitzen ein reich profiliertes Gewände. Auf der Südseite ragt ein Risalit mit Dreiecksgiebel hervor. Er wird von Strebepfeilern flankiert. Darin sitzt ein neubarockes Rundbogenportal mit Pilastern und hohem Gebälk. Dieses wird von einem weit auskragenden Gesims abgeschlossen. Darüber sitzt ein Rundbogenfenster.
Jedes Seitenschiff besitzt eine Kapelle, die neben dem Chor liegt und ein geöffnetes Oktogon bildet. Die Seitenkapelle im Süden ist dem heiligen Petrus geweiht. Die Kirchenfenster zeigen Darstellungen der heiligen Helena, die das Kreuz in Jerusalem entdeckt, die Gründung des Klosters durch Judith und Bischof Dietrich II. von Metz. Die nördliche Seitenkapelle ist der Jungfrau und Gottesmutter Maria gewidmet und die Kirchenfenster stellen Mariä Verkündigung und ihre Himmelfahrt dar, sowie die Verkündung des Dogmas der leiblichen Aufnahme Mariens in den Himmel durch Papst Pius XII. Die Mauerflächen sind mit Blendmaßwerk verziert. In der Weihnachtszeit findet in dieser Kapelle die holzgeschnitzte Krippendarstellung ihre Aufstellung.

## Grabstätten
Der schriftlichen Überlieferung zufolge wurden die Gründer im 11. Jahrhundert in der Vorgängerkirche der jetzigen Kirche beigesetzt. Graf Adalbert II. († 1033) wurde im Chor der Abteikirche beigesetzt, während seine Gemahlin Judith im Kloster bestattet wurde. Deren beider Sohn Graf Gerhard IV. († 1044/1045) wurde neben seinem Vater Adalbert bestattet. Gerhards Gemahlin Gisela ruht in der südlichen Seitenkapelle, die dem heiligen Petrus geweiht wurde. Die Söhne von Gerhard und Gisela, Adalbert und Gerhard, begründeten die herzogliche Dynastie Lothringen, das Haus Châtenois (heutige Dynastie Habsburg-Lothringen). Die ehemalige Abteikirche gilt damit als die älteste Grablege des lothringischen Herzogshauses. Die Gräber sind nicht mehr kenntlich. Bei Bauarbeiten in der Kirche wurden zahlreiche weitere Gräber entdeckt, die nicht zuzuordnen sind.

## Ausstattung

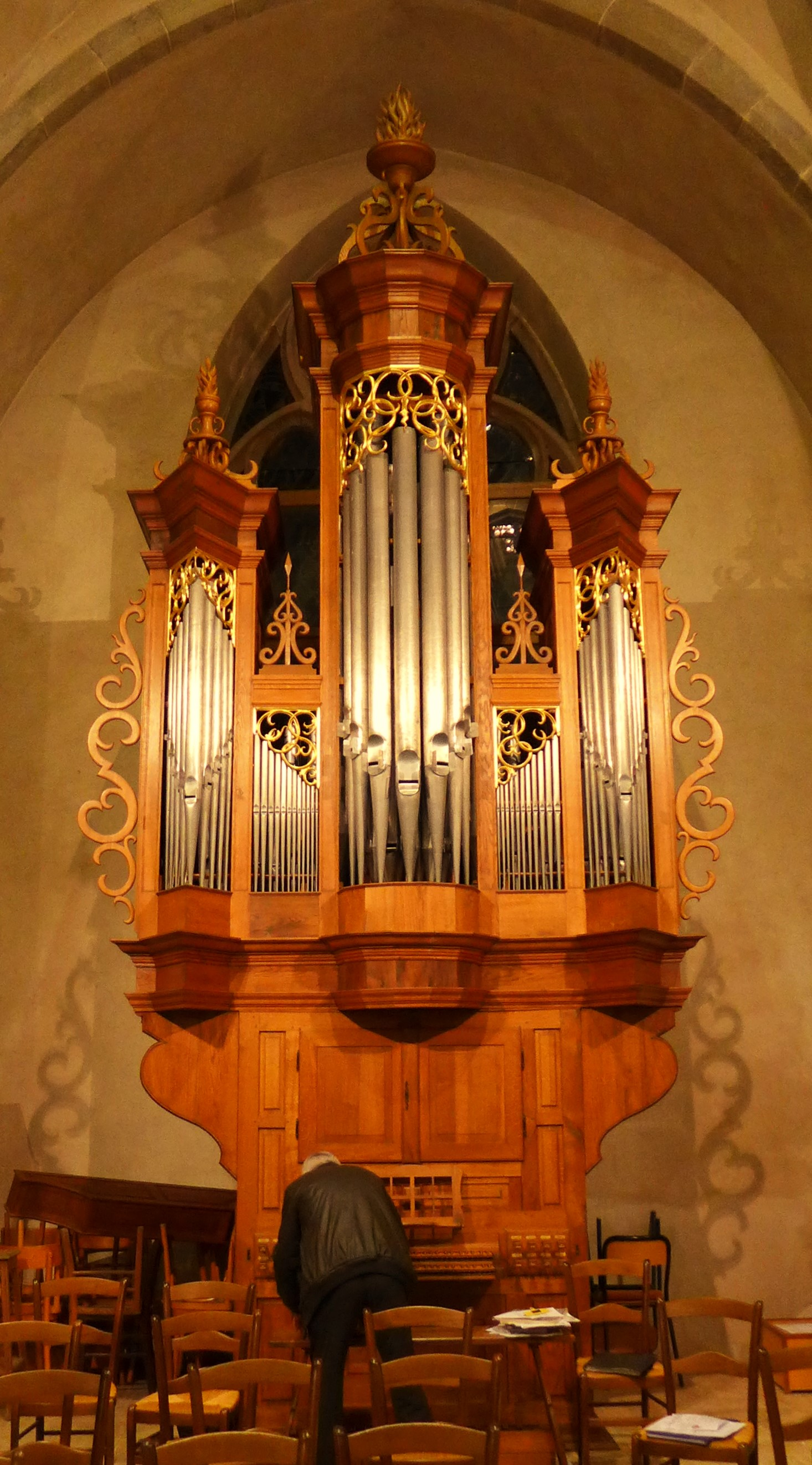
Ehemalige Abteikirche Hl. Kreuz, Bouzonville, Orgel

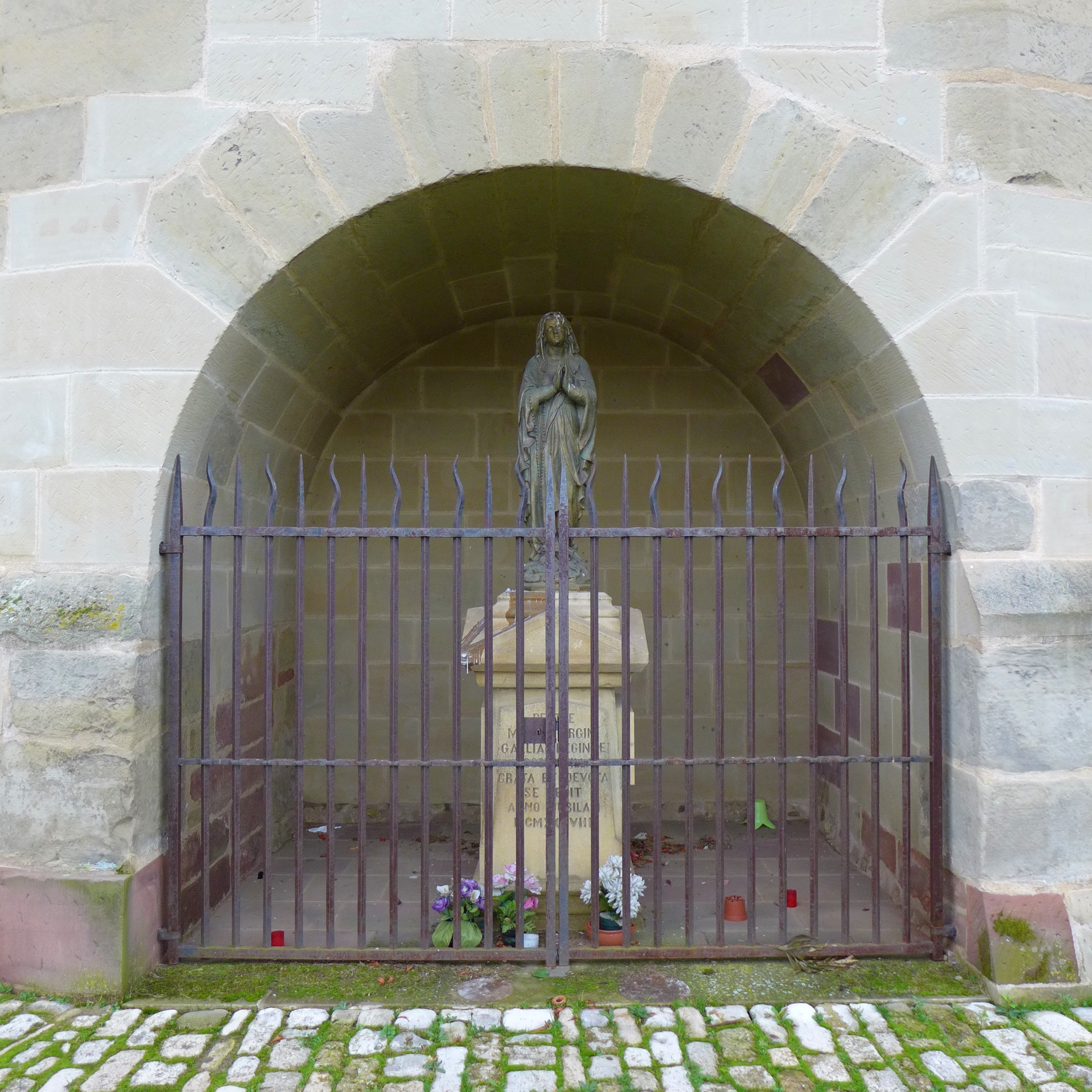
Bouzonville, Abteikirche Heilig Kreuz, Apsis-Außennische mit Madonnenfigur und der Inschrift anlässlich der 900-Jahr-Feier der Niederlassung von Benediktinern in der Abtei: „BEATAE MARIAE VIRGINI GALLIAE REGINAE BOSONISVILLA GRATA ET DEVOTA SE DEDIT ANNAE JUBILAEI MCMXXXVIII“ (dt. Übersetzung: Das dankbare und ergebene Bouzonville/Busendorf weihte sich im Jubiläumsjahr 1938 der seligen Jungfrau Maria, der Königin Galliens)

Auf der äußeren Rückseite des Chores befindet sich ein kleines offenes Gewölbe, in dem auf einem neugotischen Sandsteinpostament eine Marienstatue steht. Zum Figurenschmuck im Innern gehört eine Holzstatue des hl. Benedikt aus dem 17. Jahrhundert im Chor, eine Pietà und eine Kreuzigungsgruppe. Der hölzerne Altar zeigt auf den Seiten Schnitzarbeiten mit Goldbemalung und stammt von dem Bildhauer Claude Michel. Dargestellt sind Szenen aus der Bibel: der Brennende Dornbusch, die Eherne Schlange, die Übergabe der Gesetzestafeln mit den Zehn Geboten und das Paschalamm. Der hölzerne Ambo wurde im gleichen Stil ebenfalls mit Bibelszenen verziert. In einem Seitenschiff hängt ein Holzrelief mit Darstellung der Justizia. Das Chorgestühl mit figürlichen Schnitzereien stammt aus dem Barock (Ende 18. Jahrhundert). Ein Kreuz in der Kirche wurde im Jahr 1898 von Pilgern aus Jerusalem nach Bouzonville gebracht und am Ostermontag 1899 durch den Metzer Bischof Fleck geweiht.

### Fenster
Die aktuellen Fenster der Kirche stammen aus dem Jahr 1952 und wurden von dem Atelier Thomas in Valence gefertigt. Die früheren Fenster waren während der Kampfhandlungen des Zweiten Weltkrieges zerstört worden. In der südlichen Seitenkapelle sind Szenen aus der Geschichte des Klosters dargestellt: die Kreuzauffindung durch die hl. Helena, die Gründung des Klosters und die Weihe der Klosterkirche. In der nördlichen Kapelle sind Mariä Verkündigung und Himmelfahrt abgebildet. Die Kirchenfenster in der Apsis zeigen die Todesangst Jesu im Garten Getsemani, die Kreuzigung und die Kreuzabnahme Christi.

### Orgel
Die ursprüngliche Orgel wurde 1715 von Christophe Moucherel durch eine neue ersetzt. Die Orgel überlebte die Französische Revolution und wurde erst 1890 durch eine neue, neogotische Orgel ersetzt. Diese wurde 1923 überholt und nach dem Zweiten Weltkrieg repariert. Die heutige Orgel in barockisierendem Gehäuse an der Südseite des Chores wurde von Marc Garnier aus Mortreau nach dem Vorbild nordeuropäischer Orgeln des 17. und 18. Jahrhunderts erbaut. Sie wurde im Jahr 1979 gefertigt und im Jahr 1995 renoviert.
Die Disposition der zweimanualigen Orgel lautet wie folgt:
| I Hauptwerk |            |                     |
| 1.          | Praestant  | 8′                  |
| 2.          | Gedackt    | 8′                  |
| 3.          | Oktav      | 4′                  |
| 4.          | Nasat      | 2 ⁄3′ (B und D)     |
| 5.          | Superoktav | 2′                  |
| 6.          | Mixtur     | V-VII rgs (B und D) |

| II Brustwerk |             |                  |
| 7.           | Holzgedackt | 8′               |
| 8.           | Flöte       | 4′               |
| 9.           | Waldflöte   | 2′               |
| 10.          | Sexquialter | II rgs (B und D) |

| Pedal |          |    |
| 11.   | Bass     | 8′ |
| 12.   | Trompete | 8′ |